# Distretto di Shioya
Il distretto di Shioya (塩谷郡, Shioya-gun?) è uno dei distretti della prefettura di Tochigi, in Giappone.
Attualmente fanno parte del distretto i comuni di Shioya e Takanezawa.
| Controllo di autorità | VIAF (EN) 254136664 · NDL (EN, JA) 00396565 |